# Ploeren
Ploeren (bret. Ploveren) – miejscowość i gmina we Francji, w regionie Bretania, w departamencie Morbihan.
Według danych na rok 2006 gminę zamieszkiwało 6004 osób, a gęstość zaludnienia wynosiła 133 osoby/km² (wśród 1269 gmin Bretanii Ploeren plasuje się na 213. miejscu pod względem liczby ludności, natomiast pod względem powierzchni na miejscu 490.).